# Bệnh mèo cào
Bệnh mèo cào (Cat-scratch disease, CSD) là một bệnh truyền nhiễm lây qua vết xước hoặc vết cắn của mèo. Các triệu chứng điển hình bao gồm vết sưng không đau hoặc vết rộp tại chỗ bị thương và các hạch bạch huyết đau và sưng. Mọi người có thể cảm thấy mệt mỏi, đau đầu hoặc sốt. Các triệu chứng điển hình bắt đầu trong vòng 3-14 ngày sau nhiễm bệnh.
Bệnh mèo cào gây ra bởi vi khuẩn Bartonella henselae, lây qua nước bọt của mèo. Mèo non có nguy cơ lớn hơn mèo già. Thỉnh thoảng vết xước hoặc vết cắn của chó cũng có liên quan đến. Chẩn đoán dựa trên triệu chứng. Và được chẩn đoán xác định qua xét nghiệm máu.
Điều trị hỗ trợ là chính. Kháng sinh đẩy nhanh tốc độ chữa lành bệnh, được khuyến cáo ở những trường hợp bệnh nặng hoặc các vấn đề về miễn dịch. Qúa trình hồi phục mất 4 tháng nhưng cũng có thể kéo dài đến một năm. Khoảng 1 trong 10.000 người bị nhiễm căn bệnh này. Và bệnh phổ biến ở đối tượng trẻ em.

## Lịch sử
Các triệu chứng tương tự như CSD lần đầu tiên được mô tả bởi Henri Parinaud vào năm 1889, và hội chứng lâm sàng lần đầu tiên được mô tả vào năm 1950 bởi Robert Debré. Năm 1983, nhuộm bạc Warthin-Starry được sử dụng để phát hiện vi khuẩn Gram âm có tên là Afipia felis vào năm 1991 sau khi chúng được nuôi cấy và phân lập thành công. Sinh vật gây bệnh CSD ban đầu được cho là loài Afipia felis, nhưng điều này đã được bác bỏ bởi các nghiên cứu miễn dịch trong thập niên 1990 cho thấy bệnh nhân bệnh mèo cào đã phát triển kháng thể cho hai sinh vật khác, B. henselae (ban đầu được gọi là Rochalimea henselae trước khi các chi Bartonella và Rochalimea được tổ hợp) và B. clarridgeiae, một loại vi khuẩn Gram âm có dạng que.